# Petra Rode-Bosse
Petra Rode-Bosse (* 17. Dezember 1959 in Essen) ist eine deutsche Politikerin (SPD). Sie war Abgeordnete im 18. Deutschen Bundestag.

## Biografie
Petra Rode-Bosse besuchte die Schule bis zum Abitur 1978. Sie durchlief eine Laufbahnausbildung in der Bundeswehrverwaltung und war an verschiedenen Standorten eingesetzt. Zusätzlich praktiziert sie als Heilpraktikerin für Psychotherapie; sie unterhält seit 2011 eine eigene Praxis in Marienmünster.
In die SPD trat sie 2007 ein. Im Bundestagswahlkreis Höxter – Lippe II trat sie zur Bundestagswahl 2013 als Direktkandidatin für die SPD an, konnte den Wahlkreis aber nicht gewinnen. Als Nachrückerin über die Landesliste der SPD gelangte sie dann im Oktober 2015 für Dirk Becker in den 18. Deutschen Bundestag. Dort war sie Mitglied im Ausschuss für Recht und Verbraucherschutz sowie im Unterausschuss Europarecht. Im gleichen Wahlkreis trat sie zur Bundestagswahl 2017 erfolglos erneut an. Damit gehörte sie dem im Oktober 2017 konstituierten 19. Deutschem Bundestag nicht mehr an. 
Petra Rode-Bosse wohnt in Marienmünster-Altenbergen. Sie ist verheiratet und hat drei Kinder.